# Wolfgang
Wolfgang – imię męskie pochodzenia germańskiego.
Wolfgang imieniny obchodzi 31 października.
Znane osoby noszące to imię:
- Wolfgang z Ratyzbony
- Wolfgang Berger (ur. 1947) – niemiecki malarz, grafik
- Wolfgang Ketterle (Nagroda Nobla z fizyki 2001)
- Wolfgang Loitzl (skoczek narciarski)
- Wolfgang Amadeus Mozart
- Wolfgang Paul
- Wolfgang Pauli
- Wolfgang Schlachter
- Wolfgang Steiert – niemiecki skoczek narciarski i trener
- Wolfgang Uhlmann (szachista)
- Wolfgang Windgassen (śpiewak)
- Johann Wolfgang von Goethe
- Christopher Wolfgang John Alexander – amerykański architekt i teoretyk projektowania.